# چندل گل‌قلمی
چَندل گُل‌قلمی (Rhizophora stylosa) درختی از خانواده چندلیان است. بخش دوم نام علمی آن از لاتین به معنای «قلمی‌شکل» است که به شکل گل‌های آن اشاره دارد.

## شرح
چندل گل‌قلمی تا بلندای ۱۵ متر می‌روید و قطر تنه آن به ۲۵ سانتی‌متر می‌رسد. پوست آن قهوه‌ای تیره تا سیاه است. میوه‌های آن بیضی شکل تا گلابی شکل هستند و درازای آن‌ها به ۴ سانتی‌متر می‌رسد.

## پراکندگی و زیستگاه
چندل گل‌قلمی به‌طور طبیعی در ژاپن، چین، تایوان، کامبوج، ویتنام، مالزی، استرالیا (نیو ساوت ولز و کوئینزلند) و بسیاری از مناطق اقیانوس آرام رشد می‌کند. زیستگاه آن سواحل شنی و پادگانه‌های مرجانی در سواحل دریا است.

## شرح
چندل گل‌قلمی تا بلندای ۱۵ متر می‌روید و قطر تنه آن به ۲۵ سانتی‌متر می‌رسد. پوست آن قهوه‌ای تیره تا سیاه است. میوه‌های آن بیضی شکل تا گلابی شکل هستند و درازای آن‌ها به ۴ سانتی‌متر می‌رسد.

## پراکندگی و زیستگاه
چندل گل‌قلمی به‌طور طبیعی در ژاپن، چین، تایوان، کامبوج، ویتنام، مالزی، استرالیا (نیو ساوت ولز و کوئینزلند) و بسیاری از مناطق اقیانوس آرام رشد می‌کند. زیستگاه آن سواحل شنی و پادگانه‌های مرجانی در سواحل دریا است.